# Matti Myllykylä
Matti Myllykylä – fiński kierowca wyścigowy.

## Życiorys
W 1983 roku rozpoczął starty w Fińskiej Formule V, rywalizując pojazdem marki Kaimann. W 1985 roku ścigał się Chevronem w barwach zespołu FR Racing Team, zajmując czwarte miejsce w klasyfikacji. Od sezonu 1986 używał Van Diemena. W 1987 roku był czwarty w klasyfikacji końcowej, zaś rok później zdobył trzy podia i zajął trzecie miejsce na koniec sezonu. W roku 1989 rozpoczął ściganie się Reynardem. Został wówczas wicemistrzem Formuły V. W 1990 roku zadebiutował w Fińskiej Formule 4, zajmując jedenaste miejsce w klasyfikacji. W sezonie 1991 został wicemistrzem Formuły 4.